# Нахач
Нахач (на словашки: Naháč) е село в окръг Търнава, Търнавски край, западна Словакия. Населението му е 395 души.
Разположено е на 246 m надморска височина, на 22 km северно от град Търнава. Площта му е 19,67  km². Кмет на селото е Давид Иванович.